# Magic Hour
Magic Hour é o quarto álbum de estúdio da banda americana Scissor Sisters e foi lançado em 25 de maio de 2012. O primeiro single do álbum foi inicialmente "Shady Love" que tinha participação da rapper Azealia Banks já o seu segundo single "Only The Horses" também trazia uma parceria mas agora com o DJ Calvin Harris chegando assim ao número doze no UK Singles Chart.

## Desenvolvimento
Jake Shears vocalista da banda publicou em uma rede social no mês de outubro de 2011 que o CD já estava finalizado. O cantor disse que o novo álbum é uma mistura de batidas doces e futuristicas. Para o disco a banda trabalhou com uma lista diversificada de colaboradores com os quais ainda não tinham trabalhado sendo eles: Calvin Harris, Pharrell Williams na faixa "Inevitable", Diplo, Alex Ridha e Azealia Banks.
O álbum foi totalmente gravado no ano de 2011 nas cidades de Londres e New York. Em 13 de março de 2012 a banda anunciou o título de seu quarto álbum e anunciou que o CD seria lançado em 28 de maio de 2012 no Reino Unido e 29 de maio de 2012 nos EUA.

## Singles
- "Shady Love"

Estreou em 2 de Janeiro de 2012 na BBC Radio 1 e foi recebida com comentários positivos como "o primeiro grande sucesso de 2012". A letra da canção cita ainda icones americanos como Madonna e Barack Obama.
- "Only The Horses"

Alcançou o 12 no Reino Unido e 5 nos EUA.
- "Baby Come Home"

O vídeo mostra os membros da banda vestindo-se com uma variedade de caracteres. Jake Shears pode ser visto como uma freira e um cavaleiro em algumas cenas enquanto Ana Matronic torna-se um marinheiro e uma bruxa.
- "Let’s Have a Kiki"

Desta vez a faixa que mais se destaca no álbum é o seu quarto single chamado de "Let’s Have a Kiki" que se tornou um verdadeiro viral mundial sendo assim até temas de festas LGBT ao redor do mundo.

## Faixas
1. "Baby Come Home"
2. "Keep Your Shoes On"
3. "Inevitable"
4. "Only The Horses"
5. "Year of Living Dangerously"
6. "Let’s Have a Kiki"
7. "Shady Love"
8. "San Luis Obispo"
9. "Self Control"
10. "Best in Me"
11. "Secret Life of Letters"
12. "Somewhere"
13. "Ms. Matronic’s Magic Message"
14. "F*** Yeah (Bonus Track)"
15. "Let’s Have a Kiki – DJ Nita Remix (Bonus Track)"
16. "F*** Yeah – Seamus Haji Remix (Bonus Track)"